# ملیسا گیلبرت
ملیسا گیلبرت (انگلیسی: Melissa Gilbert؛ زاده ۸ مهٔ ۱۹۶۴) بازیگر اهل ایالات متحده آمریکا است. از کارهایی که وی در آن نقش داشته‌است، می‌توان به مجموعه خانه کوچک اشاره کرد. او در آن مجموعه نقش "لورا" را ایفا می‌کرد که می توان آن را اصلی ترین نقش این مجموعه دانست.